# Производство кофе в Колумбии

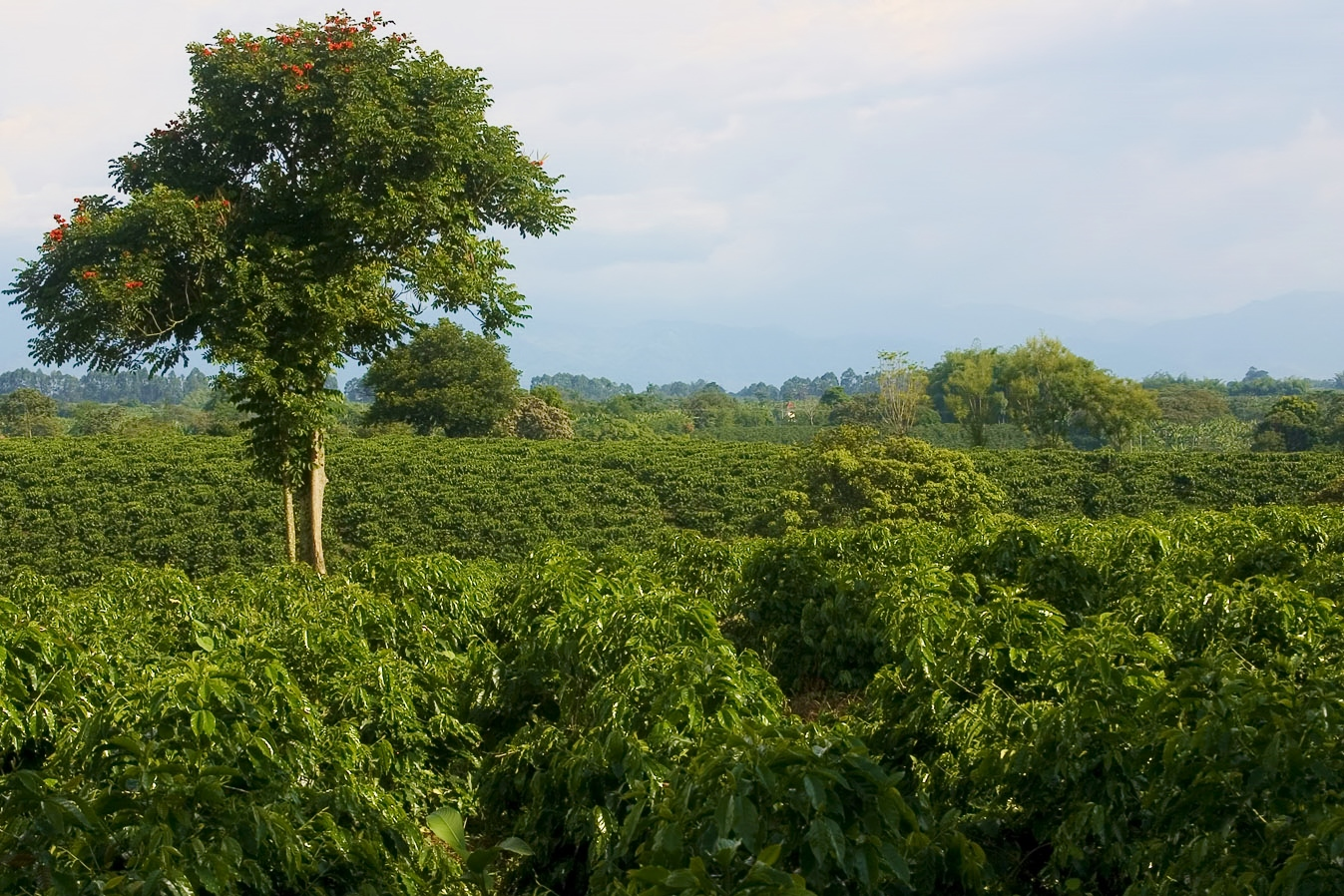
Кофейная плантация в Кимбая

Производство кофе в Колумбии имеет ряд региональных особенностей. С 2007 года торговая марка «Колумбийский кофе» защищена законодательством Европейского союза, и применяется только к кофе, выращенному на территории Колумбии. Колумбия занимает второе место в мире после Бразилии по экспорту кофе сорта арабика; основными потребителями колумбийского кофе являются США, Германия, Франция, Италия и Япония. Из-за глобального изменения климата производство кофе снижается: с 12 млн мешков (по 60 кг в каждом) в 2006 году до 9 млн мешков в 2010 году. Тем не менее, кофе выращивается практически на всей горной территории страны между 72° и 78° з. д, в его производстве занято не менее полумиллиона человек. В 1999 году кофейная индустрия составила 3,7 % от ВВП страны, обеспечивая 37 % занятости в сельском хозяйстве. Основные районы производства: Нариньо, Норте-де-Сантандер, Антьокия, Валье-дель-Каука, Кундинамарка, Уила, Толима и др. Кофейный культурный ландшафт Колумбии в регионе Паиса находится под защитой ЮНЕСКО.

## История
По некоторым данным, монахи-иезуиты начали разведение кофе в начале XVIII века. Священник-иезуит Хосе Гумилья упоминает выращивание кофе в миссии св. Терезы в Табахе на Ориноко в книге «Живописная Ориноко» (1730). В докладе архиепископа-наместника Кабальеро-и-Гонгора 1787 года говорится, что кофе на территории Колумбии выращивался на северо-востоке близ нынешних Сантандера и Бояки.
В 1835 году была основана первая коммерческая плантация, давшая урожай в 2560 мешков (по 60 кг каждый). Кофе вывозился из порта Кукута на границе с Венесуэлой. Однако роста производства кофе не происходило на фоне вывоза табака, хинина и продуктов животноводства. В XX веке происходит возрождение производства кофе, в основном в Сантандере, Кальдасе и северной Толиме, основой кофейного хозяйства были мелкие фермы. В 1927 году была основана Национальная федерация производителей кофе Колумбии (исп. Federación Nacional de Cafeteros de Colombia).